# Jens Frederik Nielsen
Jens Frederik Nielsen (Nuuk, 22 de junio de 1991) es un político y jugador de bádminton groenlandés, actual primer ministro de Groenlandia desde el 7 de abril de 2025. Es presidente de Demokraatit desde 2021 y anteriormente fue ministro del Trabajo y Recursos Naturales de Groenlandia.

## Carrera política
Jens Frederik Nielsen estudió ciencias sociales de 2014 a 2016 en la Universidad de Groenlandia (Ilisimatusarfik) en Nuuk y fue aprendiz de agente inmobiliario entre 2017 y 2018. Ocupó cargos administrativos en el partido Demokraatit hasta que inesperadamente fue nombrado ministro de Trabajo y Recursos Naturales en el gobierno de Kim Kielsen VII, el 29 de mayo de 2020.
El 8 de junio de 2020, fue elegido sin contrincante como líder del partido. En febrero de 2021, Jens Frederik Nielsen retiró su partido del gobierno lo que provocó la pérdida de su cargo de ministro e influyó en que se celebraran nuevas elecciones. En las elecciones generales de 2021, Demokraatit perdió por una gran diferencia y Jens Frederik Nielsen solo obtuvo el tercer mayor número de votos entre los candidatos de su partido (494) y, como consecuencia, el tercero de los tres mandatos de Demokraatit.En marzo de 2024 fue reelegido como presidente del partido.
En las elecciones generales de 2025, Demokraatit se convirtió en la primera fuerza del parlamento, mientras Jens Frederik Nielsen se convirtió en el candidato con mayor número de votos personales (4.850) superando incluso al primer ministro incumbente Múte Bourup Egede (3.276 votos personales). El 7 de abril de 2025. fue elegido como primer ministro de Groenlandia por el parlamento groenlandés y asumió junto a su gobierno.

## Carrera deportiva
Nielsen se proclamó campeón de bádminton de Groenlandia por primera vez en 2012 y desde entonces ganó varias medallas. También tuvo múltiples participaciones en los Juegos de las Islas, donde llegó a ser campeón del torneo individual masculino de bádminton.